# 喜古乡
喜古乡，是中华人民共和国云南省文山壮族苗族自治州文山市下辖的一个乡镇级行政单位。喜古乡位于文山市中部，距文山市城区26公里。面积89.6平方公里。2020年人口9261人，占文山市人口的1.48%。

## 历史沿革
喜古一名来自彝语，“喜”为“树林”，“古”意为“中间”，即“树林中间”之意。清代时分属乐龙里、开化里，民国初属西区，1921年属西乡，1930年设喜古乡。

## 行政区划
喜古乡下辖以下地区：
喜古村、新寨村、小寨村、戈革村、以勒冲村、古那冲村和车期村。

## 经济
有小型水电站。矿产资源有铁、煤矿藏。农业主产水稻、玉米、小麦等。特产三七、香艳梨。